# Kočičí válečníci
Kočičí válečníci je knižní série pro děti a mládež. Jejími autory jsou Kate Cary, Cherith Baldryová, Gilian Philipová, Tui Sutherlandová, Victory Holmesová, Inbali Iserlesová a Rosie Bestová, jež píší pod společným pseudonymem Erin Hunter. Anglický originál vydává nakladatelství HarperCollins, v českém znění pak Albatros. Série sleduje příběhy čtyř znesvářených klanů divokých koček, později je přidán dávno ztracený pátý klan.

## Knihy

### Hlavní série
Celkem v hlavní sérii vyšlo 46 knih v angličtině. Celkem vyšlo osm podsérií, každá složená z šesti knih (osmá je nekompletní), jež postupně vycházejí od roku 2003. V českém překladu zatím vyšla první a druhá série (Nové proroctví) a také prvních pět knih třetí série (Síla tří). Knihy Vzhůru do divočiny (tehdy pod názvem Divoké kočky) a Oheň a led vyšly u nás již v letech 2006 a 2010, pro nevelký zájem ze strany čtenářů se ale v sérii až do roku 2016 nepokračovalo.

#### První série
- Vzhůru do divočiny (2016)
- Oheň a led (2016)
- Les plný tajemství (2017)
- Bouře přichází (2017)
- Nebezpečná stezka (2018)
- Nejtemnější hodina (2019)

#### Druhá série
- Půlnoc (2020)
- Východ měsíce (2020)
- Rozbřesk (2021)
- Záře hvězd (2021)
- Stmívání (2022)
- Západ slunce (2023)

#### Třetí série
- Vidění (2023)
- Temná řeka (2023)
- Vyhnanci (2024)
- Zatmění slunce (2024)
- Dlouhé stíny (2025)

### Superedice
Mimo základní řady vyšly dvě knihy "superedice" 
- Putování Ohnivého měsíce (2022)

- Věštba Modré hvězdy (2024).

### Manga komiksy
Dále také existují i série manga komiksů. První tři vydalo nakladatelství Zoner Press, další pak už Albatros. 
- Ztracený válečník (1/3, Zoner Press, 2008)
- Válečníkův úkryt (2/3, Zoner Press, 2008)
- Válečníkův návrat (3/3, Zoner Press, 2008)
- Zničený mír (Havranova cesta 1/3, Albatros, 2020)
- Klan v nouzi (Havranova cesta 2/3, Albatros, 2024)
- Srdce válečníka (Havranova cesta 3/3, Albatros, 2024)
- Postrachova pomsta (Albatros, 2025)

## Film
V říjnu 2016 bylo oznámeno, že společnost Alibaba Pictures získala filmová práva k sérii.